# Partido de los Trabajadores de Irlanda
El Partido de los Trabajadores de Irlanda (en inglés Workers' Party; en irlandés Páirtí na nOibrithe) es un partido político de extrema izquierda activo tanto en Irlanda como en la región de Irlanda del Norte fundado como brazo político del IRA Oficial.

## Historia
En 1970 el Sinn Féin se dividió en oficial y provisional; el Sinn Féin provisional fue el predecesor del actual Sinn Féin, mientras que el Sinn Féin oficial aceptó la autoridad del Dáil Éireann y se convirtió en un partido marxista revolucionario. Al mismo tiempo, en mayo de 1972 el IRA Oficial declaró un alto el fuego unilateral y en 1977 Eoghan Harris y Eamon Smullen publicaron un documento donde defendían la prioridad de luchar contra el sectarismo antes de la unificación, y que la violencia distraía a la clase obrera de la lucha de clases. En 1974 se escindió del Partido Republicano Socialista Irlandés (IRSP) de Seamus Costello, expulsado del IRA Oficial, que tres años más tarde constituyó el Ejército Irlandés de Liberación Nacional (INLA), organización militante que proseguiría con la campaña de lucha armada hasta el último trimestre de 2009.
En 1977 el Sinn Féin Oficial adoptó el nombre de Sinn Féin-The Workers Party en Irlanda para presentarse a las elecciones parlamentarias de ese mismo año. En las elecciones generales de Irlanda del Norte que tuvieron lugar en 1973 se presentaron como Republican Clubes, hasta que en 1981 adoptaron el de Workers' Party - Republican Clubes y en 1982 ya utilizaron su actual denominación.
El Partido se presentó a elecciones irlandesas, aprovechando el descontento por el paro, la elevada tasa de impuestos y la deficiencia de los servicios públicos. En las elecciones de 1981 obtuvo un escaño (Joe Sherlock por Cork Oriental; en 1982 saca dos y en 1987 cuatro. En las elecciones irlandesas de 1989 saca 7 escaños y en las elecciones europeas de 1989 el 7% y un escaño para Proinsias de Rossa. En las elecciones locales de Irlanda del Norte de 1973 obtuvo 10 representantes, que bajaron a 6 en 1977. En 1993 solo tenían un diputado, que perdieron en 1997.
En 1992 su líder, Proinsias de Rossa, encabezó a un sector que quería modificar los estatutos del Partido para adoptar la aceptación del libre mercado, rechazar el marxismo y acabar con las acusaciones de vinculación con IRA Oficial, al que se acusaba de estar implicado en robos. Finalmente, después de intentar cambiar los estatutos del Partido, Proinsias de Rossa, junto a 5 de los 7 diputados en el Dáil y muchos concejales crearon Izquierda Democrática, que en 1999 se integró en el Partido Laborista irlandés. En Irlanda del Norte su líder, Tom French, permaneció fiel al Partido, pero Seamus Lynch se unió a Izquierda Democrática. En 1992 fue nombrada líder del Partido Marian Donnelly, en 1994 Tom French y en 1998 Sean Garland, y en 2008 Mick Finnegan.
En las elecciones de Irlanda suele obtener buenos resultados en Waterford, y en las elecciones generales de Irlanda del Norte de 2007 obtuvo 1,27%.

## Resultados electorales

### Dáil Éireann
| Elecciones | # de votos | % de votos | Escaños | +/- | Nota                                        |
| ---------- | ---------- | ---------- | ------- | --- | ------------------------------------------- |
| 1973       | 15 366     | 1,1%       | 0/144   |     | Como Sinn Féin Oficial.                     |
| 1977       | 27 209     | 1,7%       | 0/148   |     | Como Sinn Féin-Partido de los Trabajadores. |
| 1981       | 29 561     | 1,7%       | 1/166   | +1  |                                             |
| Feb. 1982  | 38 088     | 2,3%       | 3/166   | +2  | Como Sinn Féin-Partido de los Trabajadores. |
| Nov. 1982  | 54 888     | 3,3%       | 2/166   | -1  |                                             |
| 1987       | 67 273     | 3,8%       | 4/166   | +2  |                                             |
| 1989       | 82 263     | 3,8%       | 7/166   | +3  |                                             |
| 1992       | 11 533     | 0,7%       | 0/166   | -7  |                                             |
| 1997       | 7 808      | 0,4%       | 0/166   |     |                                             |
| 2002       | 4 012      | 0,2%       | 0/166   |     |                                             |
| 2007       | 3 026      | 0,15%      | 0/166   |     |                                             |
| 2011       | 3 056      | 0,1%       | 0/166   |     |                                             |
| 2016       | 3 242      | 0,2%       | 0/158   |     |                                             |
| 2020       | 1 195      | 0,1%       | 0/158   |     |                                             |